# Alexandre Gallo
Alexandre Gallo est un footballeur brésilien né le 29 mai 1967. Il évoluait au poste de milieu de terrain. Après sa carrière de joueur, il se reconvertit comme entraîneur.

## Biographie

### Carrière de joueur
Il joue neuf matchs en Copa Libertadores.

### Carrière d'entraîneur
Il officie comme sélectionneur de l'équipe du Brésil des moins de 17 ans puis des moins de 20 ans.
Il participe avec les moins de 17 ans au championnat sud-américain des moins de 17 ans en 2013, puis à la Coupe du monde des moins de 17 ans la même année.
Il participe avec les moins de 20 ans au championnat sud-américain des moins de 20 ans en 2015.

## Palmarès

### Joueur
- Vainqueur du Campeonato Paulista en 1998 avec le São Paulo FC
- Vainqueur du Campeonato Mineiro en 1999 et 2000 avec l'Atlético Mineiro
- Vainqueur du Campeonato Paulista en 2001 avec les Corinthians

### Entraîneur
- Vainqueur du Campeonato Pernambucano en 2007 avec le Sport Recife
- Vainqueur de la Recopa Sudamericana en 2007 avec le SC Internacional
- Vainqueur du Campeonato Catarinense en 2008 avec Figueirense
- Vainqueur du Tournoi de Toulon en 2013 et 2014 avec l'équipe du Brésil des moins de 20 ans